# Alfred Joffre
Pour les articles homonymes, voir Joffre (homonymie).
Alfred Joffre, né le 30 mai 1886 à Constantinople (Empire ottoman), est un architecte français.

## Biographie
Alfred Joffre est fils d'un tonnelier de Rivesaltes Jean Louis Joffre et de Françoise Danoy, de Port-Vendres. Il s'installe comme architecte à Perpignan, dans les Pyrénées-Orientales dès 1913, mais traverse la guerre 1914-1918 au front (Croix de guerre) avant de reprendre ses activités.
Dans la première moitié du XXe siècle, Alfred Joffre est contemporain de Férid Muchir, Raoul Castan et Edouard Mas-Chancel, Viggo Dorph-Petersen, Claudius Trenet, Léon Baille, Joseph Berthier, Julien Charpeil, Henry Sicart, Eugène Montes, Jean Mérou, Pierre Sans, Louis Trenet, Jean Ferrer, Félix Mercader, Louis Tilhac, Joseph Roque, Henri Graëll, Cyprien Lloansi, Joseph Prudhomme… tous bénéficient de commandes privées nombreuses qui favorisent leur carrière d’architectes, d’ingénieurs ou d’entrepreneurs à Perpignan.
Alfred Joffre retient l’attention. L’ancien commis d’agence collabore avec un « architecte ordinaire des Monuments Historiques » de la ville, M. Sans, qu’il remplace à son décès en 1921 ; à partir de 1933 et jusqu’à la fin des années 1940, il réalise avec son neveu Férid Muchir de nombreux édifices,tout en participant à la restauration du Fort Saint-Elme (France) et du Couvent des Capucins de Céret dont il était propriétaire. En 1935, il cosigne avec Edouard Mas-Chancel le projet de pavillon du Roussillon pour l’Exposition de 1937 à Paris, sous la devise « Ruscino ». Le Rapport général sur l’exposition de 1937 consacre au pavillon quelques pages en demi-teinte (surtout à cause du manque d’enthousiasme des professionnels du Roussillon à l’animer et à le financer). Cette collaboration influence probablement son travail. Pour l’hôtel particulier Bosch-Montana, Joffre reprend textuellement en 1940 la composition saisissante donnée par Mas-Chancel en 1930 pour l’hôtel Escoffier toujours à Perpignan (détruit).
Alfred Joffre remporte le concours d'architecture lancé par la ville de Perpignan en 1935, pour la construction d'un lycée de garçons (Lycée François Arago)

## Constructions

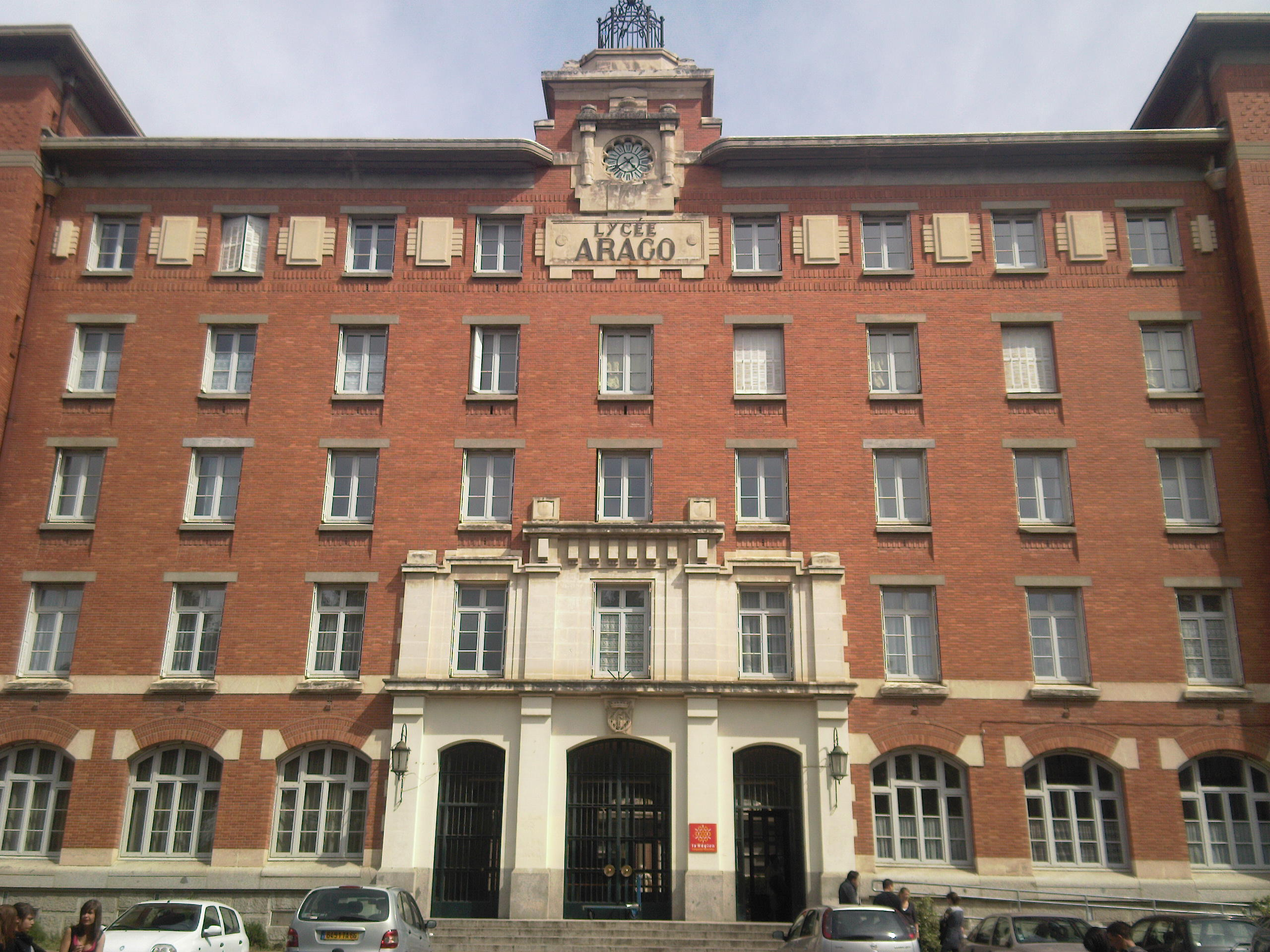
Le lycée François Arago

Les constructions suivantes sont toutes situées à Perpignan.
- 1936 : Logements 10 rue André Bosch
- 1940 : Hôtel Bosch-Montana
- 1940 : Hôtel Maydat
- 1945 : Maison de la Région
- 1955 : Lycée François Arago

## Fonds
Les Archives départementales des Pyrénées-Orientales conservent un fonds dédié à Alfred Joffre coté 196J. Donné aux Archives départementales des Pyrénées-Orientales en janvier 2008, le fonds de l'architecte Alfred Joffre comprend les plans et la correspondance relatifs à la construction du lycée François-Arago à Perpignan. Il est constitué de 4 articles soit 0,50 m.l.